# Barbu Catargiu

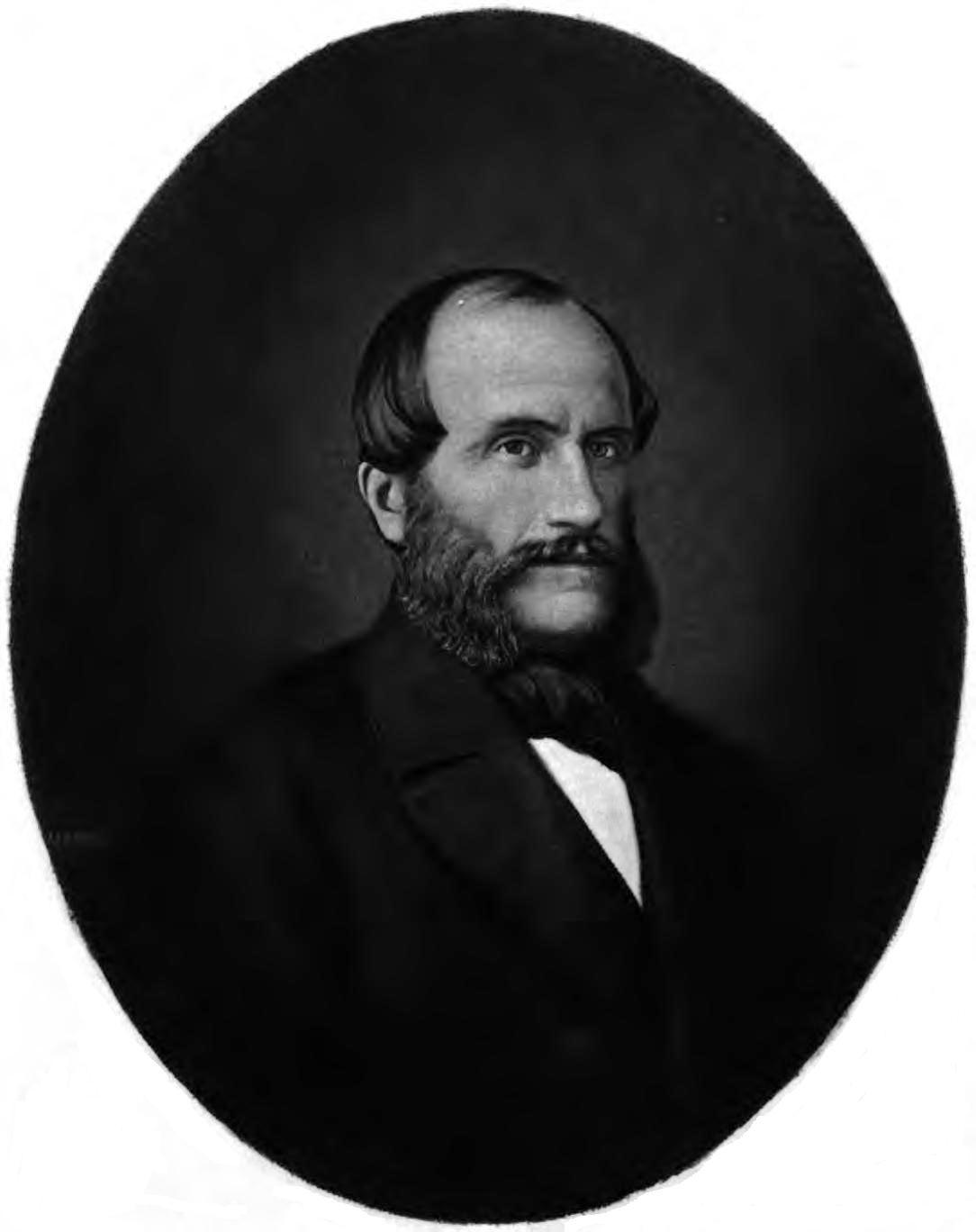
Barbu Catargiu

Barbu Catargiu (Boekarest, 26 oktober 1807 - aldaar, 8 juni 1862) was een Roemeense journalist en politicus. Hij was de eerste premier van Roemenië, tussen 15 februari - 8 juni. Vermoedelijk werd Catargiu vermoord door Gheorghe Bogati. Catargiu werd opgevolgd door Apostol Arsache.
Catargiu was zoon van Ștefan Catargiu en Țiței (Stanca) Văcărescu (dochter van woiwode Barbu Văcărescu). Tussen 1825 en 1834 had Catargiu in het buitenland gewoond, vooral in Frankrijk. Hij studeerde literatuur, rechten, geschiedenis, filosofie en politieke economie aan de universiteit in Parijs. In 1834 kwam Catargiu weer aan in Walachije (Roemenië bestond nog niet), waarna hij vaak naar filharmonische orkesten ging, samen met onder anderen Ion Câmpineanu en Ion Heliade Rădulescu.
Verder was Catargiu lid van Obșteasca Adunare (1837) in Walachije.